# Zwiezda (moduł stacji kosmicznej)

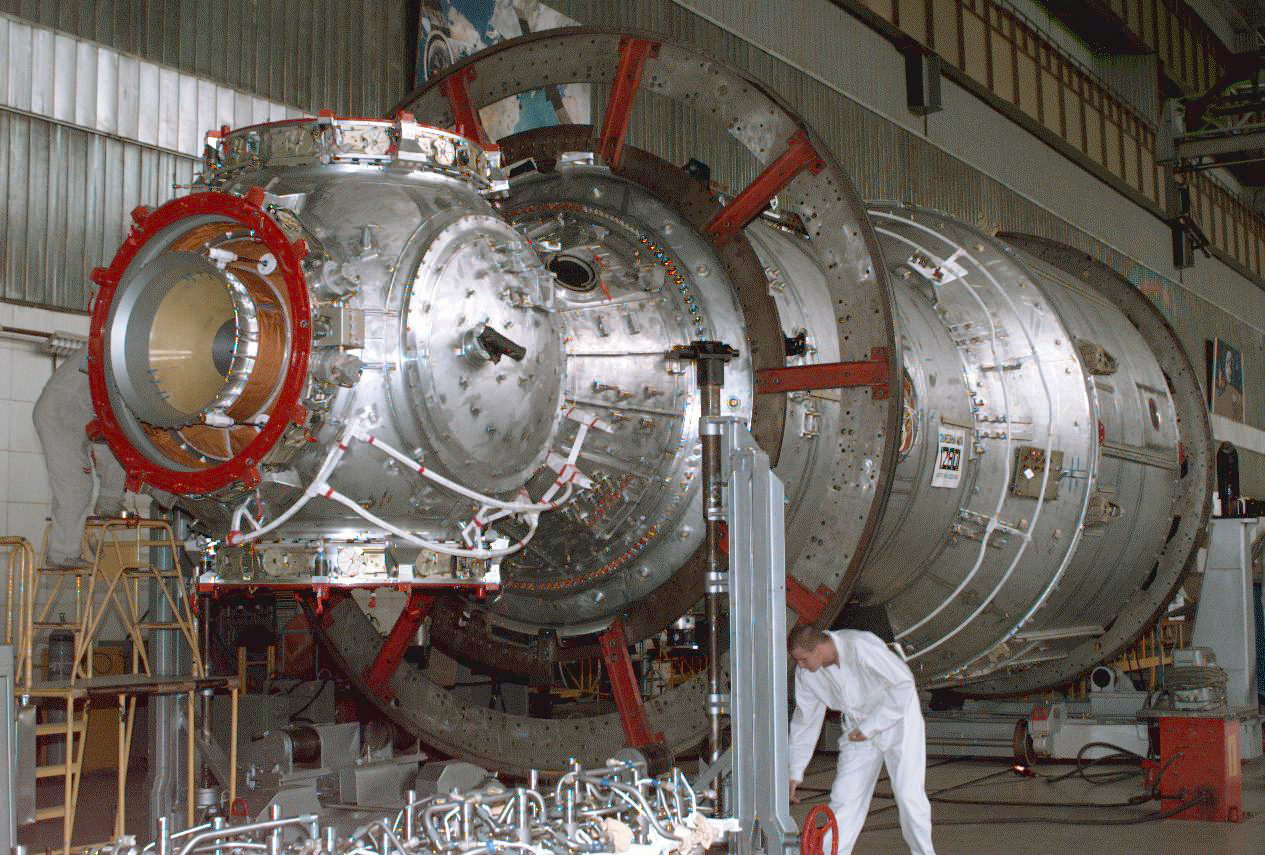
Zwiezda podczas budowy

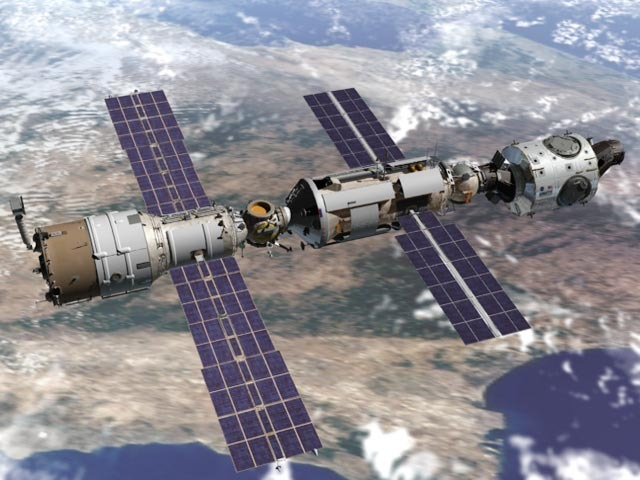
Zwiezda-Zaria-Unity

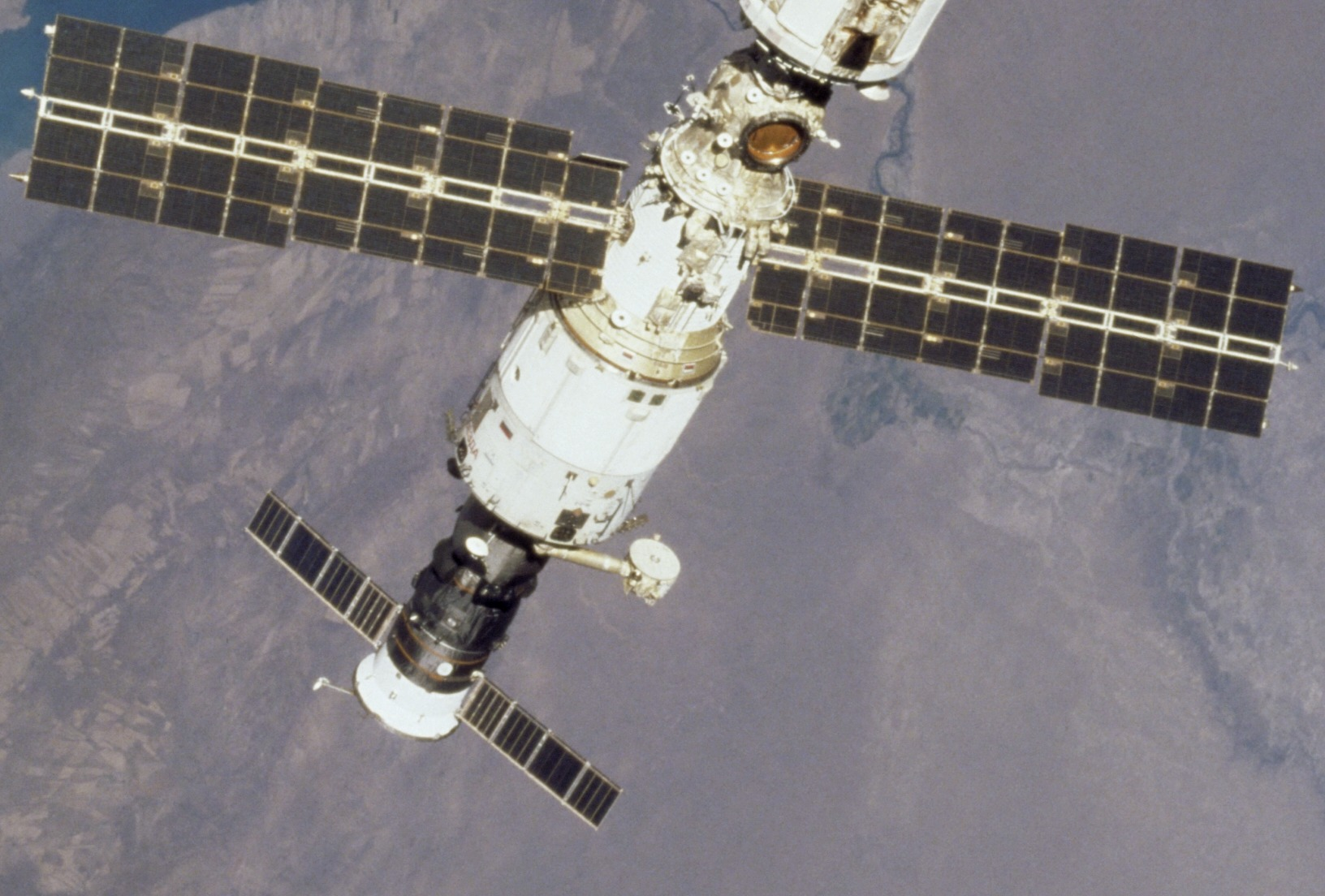
Zwiezda na orbicie z doczepionym statkiem transportowym Progress (na dole)

Zwiezda (ros. звезда - gwiazda) – moduł serwisowy Międzynarodowej Stacji Kosmicznej należący do rosyjskiej części stacji. Był to pierwszy w pełni rosyjski element stacji (drugi rosyjski moduł Zaria został sfinansowany przez NASA). Zaprojektowany i budowany początkowo jako DOS-8 – główny moduł planowanej stacji kosmicznej Mir-2, następcy rosyjskiej stacji Mir, a wcześniej jako zapasowy moduł bazowy Mira. Dlatego też Zwiezda jest bardzo podobna do głównego modułu stacji Mir (DOS-7). Budowa rozpoczęła się w połowie lat 80. Gdy Rosja włączyła się do projektu budowy Międzynarodowej Stacji Kosmicznej ISS, zrezygnowano ze stacji Mir-2, a zbudowany moduł nazwany Zwiezda stał się trzecim z głównych modułów ISS.
W Zwieździe znajdują się dwie kabiny dla załogi (z jednym oknem w każdej), lodówka, zamrażarka, toaleta, sprzęt komunikacyjny i nawigacyjny, wyposażenie do ćwiczeń gimnastycznych, system korekcji orbity wraz z zapasem paliwa oraz system do uzyskiwania tlenu z wody odpadowej. Posiada też trzy węzły cumownicze: osiowy tylny służy do połączeń ze statkami Sojuz-TM i Sojuz-TMA oraz transportowcami Progress-M, a także M1 oraz ATV; osiowy przedni do trwałego połączenia z modułem Zaria; dwa węzły umieszczone na górze i na dole w przedniej części, a przeznaczone do przyłączenia dalszych rosyjskich elementów ISS.
Zwiezda została wyniesiona na orbitę przy pomocy rakiety Proton-K 12 lipca 2000 r. o godzinie 04:56:36 UTC. Połączenie jej z ISS nastąpiło dwa tygodnie później – 26 lipca o godzinie 00:44:44 UTC.